# Operazione Aquila Omnia
L'Operazione Aquila Omnia è stata una operazione condotta in Afghanistan dal Ministero della Difesa italiano, tra il 13 agosto ed il 31 agosto 2021.

## Antefatto e contesto
Con l'Accordo di Doha, sancito il 29 febbraio 2020 tra Stati Uniti d'America e i Talebani, viene stabilito il graduale ritiro delle truppe della coalizione Nato dall'Afghanistan nei successivi 14 mesi a decorrere dall'annuncio dell'agreement, finalizzato quindi alla cessazione dell'Operazione Sostegno Risoluto.
Nel maggio 2021, in corrispondenza della scadenza del termine prefissato per il ritiro del contingente alleato, i Talebani iniziano una azione militare, in seguito alla quale si assiste ad un deterioramento delle condizioni di sicurezza del paese e di tutto il personale civile e militare, alleato e locale, che a vario titolo, ha prestato servizio presso le strutture dei Paesi della Nato, potenzialmente esposto a ritorsioni insieme alle loro famiglie, proprio in ragione del loro precedente impegno.
Al fine di salvaguardare l'incolumità della popolazione afgana che ha collaborato con l'Italia, nel giugno 2021, il Ministero della Difesa lancia una prima missione di evacuazione, denominata Operazione Aquila 1, che ha permesso di portare in Italia 228 cittadini afgani.
Con l'approssimarsi della capitolazione delle Forze armate dell'Afghanistan, la situazione per i collaboratori diventa sempre più precaria ed instabile, il Ministero della Difesa vara un secondo intervento di esfiltrazione, Operazione Aquila 2, con l'invio di un team di specialisti presso l’Ambasciata d'Italia a Kabul (trasferita in un secondo momento a Roma), per agevolare le operazioni di recupero, identificazione, rilascio visti e passaporti per portare in Italia ulteriori 391 interpreti.

## L'operazione
Nei giorni immediatamente successivi alla caduta di Kabul, il Ministero della Difesa dispone l'Operazione Aquila Omnia, affidandone l'esecuzione al Joint Force Headquarter del Comando operativo di vertice interforze.
Per l'evacuazione dei collaboratori afgani e del personale diplomatico italiano di stanza in loco, sono stati impiegati 5 Lockheed Martin C-130J Super Hercules della 46ª Brigata Aerea per la spola tra l'aeroporto di Kabul e la base italiana di Al Salem, in Kuwait, in quanto velivoli più adatti al contesto e a eventuali azioni di difesa passiva (come poi effettivamente si è verificato in occasione delle manovre evasive che i piloti dell'aereo hanno dovuto attuare durante un trasporto del 26 agosto per non essere intercettati da alcuni proiettili vaganti); per la tratta Kuwait-Italia sono stati schierati 4 Boeing KC-767A del 14º Stormo.
La protezione al suolo, sul campo, direttamente in Aeroporto, è stata garantita da 12 uomini appartenenti al 187º Reggimento paracadutisti "Folgore" ed al Reparto Comando Supporti Tattici della Brigata meccanizzata "Granatieri di Sardegna". Sono stati proiettati anche i Fucilieri dell'aria del 9º Stormo "Francesco Baracca" e del 16º Stormo "Protezione delle Forze". Anche i Carabinieri del 1º Reggimento carabinieri paracadutisti "Tuscania" (come Aliquota di Scorta del Contingente Carabinieri presso l'Ambasciata d'Italia a Kabul, per la quale hanno curato l'evacuazione del personale diplomatico italiano il 15 agosto) e del 7º Reggimento carabinieri "Trentino-Alto Adige" erano presenti a terra. Infine, sono stati riportati anche assetti del Comando interforze per le operazioni delle forze speciali, per un totale di 1.500 uomini e donne.
Sono stati effettuati 87 voli in 15 giorni, che hanno permesso di portare in Italia 5.011 persone di cui 4.890 cittadini afghani, tra di loro 1.301 donne e 1.453 bambini; sarà successivamente cura del Ministero dell'Interno procedere con l'accoglienza e con la protezione.